# Мартино, Жак
Жак Мартино (фр. Jacques Martineau ; род. 8 июля, 1963, Монпелье, Франция) — французский кинорежиссёр и сценарист. Работает в соавторстве со своим партнером Оливье Дюкастелем.

## Биография
Жак Мартино родился 8 июля 1963 года в Монпелье, Франция. Проведя свою юность в Ницце, Мартино переехал в Париж для обучения в Высшей нормальной школе (фр. École normale supérieure, ENS). Защитив докторскую диссертацию на тему Опера и любовь в «Человеческой комедии» Бальзака, читает лекции на факультете литературы в Университете Париж X Нантер, совмещая ее с режиссерской карьерой.
Знакомство Жака Мартино в 1995 году с Оливье Дюкастелем стало началом их личных отношений и творческого сотрудничества. Первой совместной работой Мартино и Дюкастеля стала полнометражная лента «Жанна и отличный парень» — музыкальная комедия на тему ВИЧ/СПИДа, вдохновленная фильмами Жака Деми с участием Вирджинии Ледоен и сына Деми Матье в главных ролях. Фильмом был открыт 48-й Берлинский международный кинофестиваль 1998 года.
В дальнейшем Оливье Дюкастель и Жак Мартнио как режиссеры и сценаристы работают над фильмами, сюжетные линии которых связаны с гомосексуальной тематикой и, в частности, создали трехчасовой телевизионный проект «Рожденные в 68-м» с участием Летиции Каста и Янника Ренье.
В 2016 году Дюкастель и Мартино возглавили жюри конкурса ЛГБТ — фильм «Queer Palm» 69-го Каннского международного кинофестиваля.

## Фильмография
| Год  |     | Название                | Оригинальное название            | Режиссёр | Сценарист |
| ---- | --- | ----------------------- | -------------------------------- | -------- | --------- |
| 1998 |     | Жанна и отличный парень | Jeanne et le garçon formidable   | Да       | Да        |
| 2000 |     | Приключения Феликса     | Drôle de Félix                   | Да       | Да        |
| 2002 |     | Моя жизнь на льду       | Ma vraie vie à Rouen             | Да       | Да        |
| 2005 |     | Рачки и ракушки         | Crustacés et coquillages         | Да       | Да        |
| 2008 | т/ф | Рождённые в 68-м        | Nés en 68                        | Да       | Да        |
| 2010 |     | Семейное дерево         | L'arbre et la forêt              | Да       | Да        |
| 2016 |     | Тео и Юго в одной лодке | Théo et Hugo dans le même bateau | Да       | Да        |